# Senegal i olympiska vinterspelen 2010

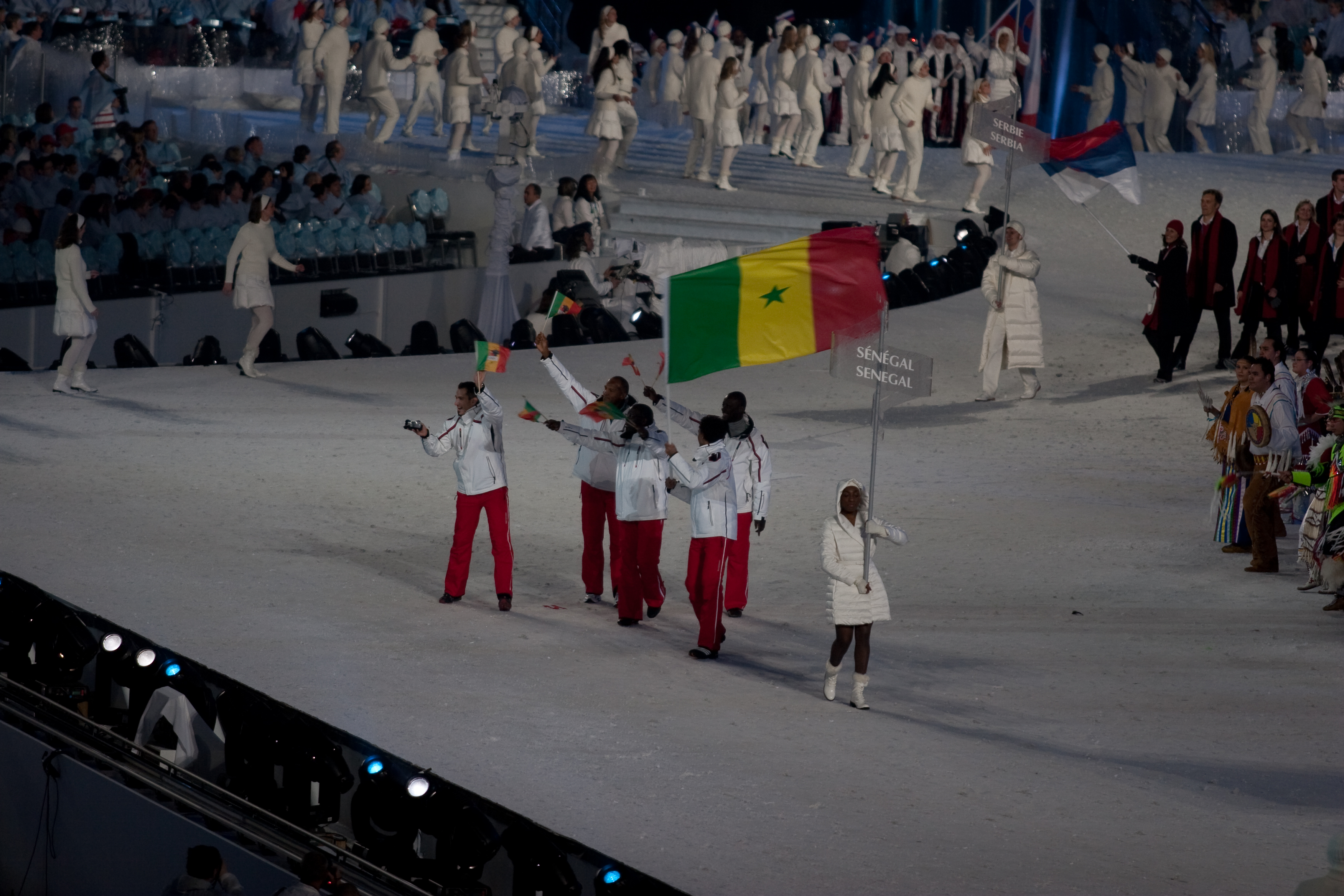
Senegals delegation under öppningsceremonin.

Senegal deltog vid de olympiska vinterspelen 2010.

## Uttagna till OS
| Namn       | Kön | Sport                      |
| ---------- | --- | -------------------------- |
| Leyti Seck | H   | Alpin skidåkning (1 aktiv) |